# Principauté de Commercy
La Principauté de Commercy ou Principauté de Commercy et Euville, est une ancienne principauté ayant pour chef-lieu Commercy.

## Composition
En 1756, elle comprend : la ville et le château de Commercy, Chonville, Lérouville, Meligni-le-grand, Ménil-la-horgne, Saint Aubin, la Neuve-ville-au-rupt, la cense de Morville, l’abbaye de Riévalle, la cense de Launoy, la seigneurie de Vignot et de Malaumont ; le comté de Sampigny, incluant les villages de Sampigny, Grimancourt, Ménil-aux-bois, Vadonville, Pont-sur-Meuze et la Forge sous Commercy.

## Histoire
Le duc de Lorraine Léopold Ier acquiert cette principauté en 1707 ; il l'échange ensuite contre les seigneuries de Fénétrange et de Falkenstein.
À la suite de la mort de Charles-Henri de Lorraine-Vaudémont en 1723, il est créé le bailliage de Commercy ; à partir de cette date la principauté et le bailliage de Commercy existent conjointement.
La duchesse douairière Élisabeth-Charlotte d'Orléans, après la renonciation de son fils François III à la Lorraine en 1737, reçoit la principauté de Commercy. À la mort de cette dernière le 23 décembre 1744, le nouveau duc Stanislas Leszczynski, ayant déjà reçu les duchés de Lorraine et de Bar, prend possession de Commercy.